# Logografia
O Logógrafo nasce na Jônia, a região mais evoluida da Grécia.
Deriva do termo logos, significando aqui história ou prosa e não mais verso. O termo foi usado originalmente por Tucídides para indicar os predecessores, incluindo Heródoto, que se dedicavam aos eventos históricos com um fim antes hedonista que didático e destinado à leitura pública. 
Os logógrafos foram os primeiros a racionalizar o patrimônio mítico precedente e a introduzir a concepção linear da história.
O primeiro logógrafo foi Hecateu de Mileto que escreveu quatro livros de Genelogia.